# Polydore Bounin
Pour les articles homonymes, voir Bounin.
Paul Jean François Bounin, dit Polydore Bounin, né à Marseille le 28 février 1806 et mort à Ungaran (Java) le 27 octobre 1876, est un poète français.

## Biographie
Il a suivi sa scolarité au lycée Thiers où il se fait remarquer par ses brillants succès en rhétorique et en philosophie. Vers 1835, il quitta Marseille pour aller commercer aux Indes néerlandaises, où il prit pour compagne la jeune Salie qui lui donna six enfants (quatre filles et deux garçons) entre 1842 et 1868. Il l'épousa le 13 février 1876, huit mois avant sa mort. 
Il publia plusieurs recueils de vers. Baudelaire se serait inspiré, pour son Albatros, d'un de ses poèmes :
« Et là, triste victime à grand bruit méprisée,
Des matelots grossiers misérable risée,
Accroupi sur le pont,
Sans pouvoir s’envoler tourmente sa pauvre aile...
L’un prend entre ses doigts son bec pâle qu’il serre,
À moitié l'étouffant,
L’autre de son pied rude ignoblement le pousse... »

## Publications
- Essais poétiques (1829)
- Le Serment de l'épouse, poème (1829) Texte en ligne
- Retour à la Société, ode (1830) Texte en ligne
- Esquisses infernales (1830) Texte en ligne
- Poésies et poèmes (1832) Texte en ligne
- Deux ans (1834)